# Coralanthura endeavourae
Coralanthura endeavourae är en kräftdjursart som beskrevs av Gary C.B. Poore och Brian Frederick Kensley 1981. Coralanthura endeavourae ingår i släktet Coralanthura och familjen Expanathuridae. Inga underarter finns listade i Catalogue of Life.